# ألان برايس (لاعب كرة قاعدة)
ألان برايس (بالإنجليزية: Alan Brice)‏ هو لاعب كرة قاعدة أمريكي، ولد في 1 أكتوبر 1937 في نيويورك في الولايات المتحدة، وتوفي في 30 يوليو 2016 في برادنتون في الولايات المتحدة.

## وصلات خارجية
- ألان برايس على موقعبيزبول رفرنس.كوم (الدوري الرئيسي) (الإنجليزية)
- ألان برايس على موقعبيزبول رفرنس.كوم (الدوري الثانوي) (الإنجليزية)